# 马阿隆
马阿隆（法語：Mahalon，法語發音：[ma.alɔ̃]）是法国菲尼斯泰尔省的一个市镇，属于坎佩尔区。

## 地理
马阿隆（48°2'5"N, 4°26'11"W）面积21.39 平方千米，位于法国布列塔尼大區菲尼斯泰尔省，该省份为法国最西部的省份，位于布列塔尼半岛西部，北西南三面环大西洋，东临阿摩尔滨海省和莫尔比昂省。
与马阿隆接壤的市镇（或旧市镇、城区）包括：瓜昂河畔吉莱、孔福尔梅拉尔、普卢伊内克、普洛泽韦、蓬克鲁瓦、普尔代加特、滨海普朗。

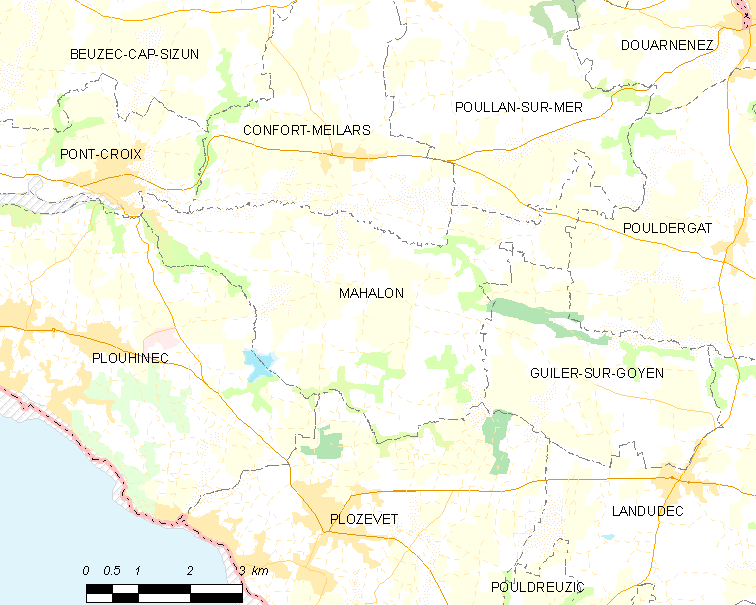
马阿隆的OSM定位图

马阿隆的时区为UTC+01:00、UTC+02:00（夏令时）。

## 行政
马阿隆的邮政编码为29790，INSEE市镇编码为29143。

## 政治
马阿隆所属的省级选区为杜瓦讷内县。

## 人口

1962-2008年间马阿隆人口变化图示

马阿隆于2022年1月1日时的人口数量为1010人。